# Takuya Yoshikawa
Takuya Yoshikawa (japanisch 吉川 拓也 Yoshikawa Takuya; * 1. September 1988 in der Präfektur Shiga) ist ein ehemaliger japanischer Fußballspieler.

## Karriere
Yoshikawa erlernte das Fußballspielen in der Schulmannschaft der Moriyama Kita High School und der Universitätsmannschaft der Sangyō-Universität Kyōto. Seinen ersten Vertrag unterschrieb er 2011 bei Kataller Toyama. Der Verein spielte in der zweithöchsten Liga des Landes, der J2 League. Für den Verein absolvierte er 19 Ligaspiele. 2013 wurde er an den Drittligisten Zweigen Kanazawa ausgeliehen. 2014 kehrte er zu Kataller Toyama zurück. Am Ende der Saison 2014 stieg der Verein in die J3 League ab. Für den Verein absolvierte er 28 Ligaspiele. Im April 2016 wurde er an den Suzuka Unlimited FC ausgeliehen. Ende 2016 beendete er seine Karriere als Fußballspieler.